# Henry Larsen
|  | For andre personer med navnet, se Henry Larsen (flertydig). |
Henry Larsen (født 29. januar 1928, død 23. oktober 1999) var dansk maler og tegner.
Uddannet på Kunsthåndværkerskolen i København, tegning 1944-1947, autodidakt som maler.
Lærer ved Svendborg kunstskole, maleri og tegning 1989-90,1994-95.
Henry Larsen tager udgangspunkt i den sete virkelighed. Tilsyneladende fokuserer han på detaljer, men ved at sætte flere sammen på et lærred, der gerne er opdelt i to, tre eller fire felter, opnår han at give udtryk for den fragmentariske måde, vi begriber verden på, og det splittede liv, vi lever. Henry Larsen hentede i stort omfang sine motiver fra strandområderne ved Nordlangeland, hvor han boede. Sten, tang, siv, vraggods og bølger indgår som væsentlige elementer i hans livsbekræftende arbejder, hvori farven spiller en afgørende rolle.

## Maleren, øen og havet, artikel

### Uddrag af artiklen[1]
om maleren Henry Larsen, skrevet af Per Nielsen, i HRYMFAXE nr.2, juni 1998, 28. årgang:
Måske er det på grund af lyset og havet, eller den særlige langelandske natur. Måske er det blot et spørgsmål om at finde fred og arbejdsro. Et faktum er det, at netop på Langeland – i det sydfynske øhav – bor der mange kunstnere.
Så det er egentlig ikke så underligt, at man i Lohals, på Langelands nordspids, kan finde en maler, hvis foretrukne motiv er lysets skiften og farvernes spil i naturen. Hans navn er Henry Larsen (født 1928). Hans stil, hans flid og hans arbejdsmetode gør, at man fristes til at udnævne ham til Langelands svar på Monet. Ligesom den store franske impressionist, der dagligt stillede sit staffeli op for at male væksternes farveflimmer omkring åkandedammen i sin have i Giverny så bruger Henry Larsen med flid ”haven” – hele den langelandske natur – som inspirationskilde.
Om sin kunst har Henry Larsen skrevet ”Lige fra jeg var barn, har det at sidde over for mit motiv, se op, derefter se ned og tegne en streg, se op igen, – denne proces, der føles som en direkte kontakt med verden, at røre ved den beredt mig så stor glæde, at jeg nødig ville undvære det. Jeg skal have det, som jeg maler for øje. Det udelukker straks en række kunstretninger og emner. Desuden skal ting jeg maler have et liv for mig, en stemning og helst én, der ikke grim eller frastødende. Endelig sætter evner og materialer andre grænser.”
Henry Larsen er en rendyrket naturalist. Det er især strandene omkring nordspidsen af Langeland og kystliniens natur – i storm og stille vejr – som maleren er optaget af. Her finder han sine væsentligste motiver: stranden med tang, sten, de små bølger og sivene. – Et sandt skatkammer af former og farvekontraster, som han skildrer med en ægte naturfølelse, der rummer mere end blot de store linjer i landskabet. Billedfladen fyldes med et mylder af koloristiske og formmæssige variationer, og detaljerne bygges op med en byge af filtrede streger. Nok er han naturalist, men ofte går han så tæt på motivet, at hans skildring af strandens vegetation nærmer sig ren abstraktion.
I maleriet er Henry Larsen spontan og hans palet kan være et sandt festfyrværkeri af farver. Hans pasteller er mere dæmpede, sarte og lyrisk iagttagende.
Henry Larsen kommer fra Helsingør, men har efterhånden i flere årtier boet og malet på Nordlangeland. Derfra hans verden går.

## Stipendier og udmærkelser
- Bendix 1963
- Godtfredsen 1969
- Herman Madsen 1979

## Udstillinger
KE 1958, 1961, 1968; KP 1959, 1961-62, 1974, 1977-78; Sjællandsk Forår, Stevns Mus. 1960-61; Næstved Kunstforen. 1961-66; Den fynske Forårsudst. 1968-69, 1980-2000; Kunstgården, Bogense 1969, 1983, 1990, 1992; Langelands Kunstforen. 1970, 1980-83; 2 x 140 billedkunstnere, Nikolaj, Kbh. 1973; Vårutst., Vikingsbergs Konstmus., Hälsingborg 1973-78, 1980-87, 1989; Kontrast 1978; Sommerudst., Langelands Kunstforen. 1980, 1983-84; Københavnstrup, Charl.borg 1982; Kunstnere for fred, smst. 1983; 7 fynske kunstnere, Køgegal. 1984; Den frie Udst. bygn. 1987 (s.m. Ib Agger, Nanna Agger, Lotte Olsen); Nordens Hus, Tórshavn 1989 (s.m. samme); Skovhuset, Værløse 1990 (s.m. samme). Separatudstillinger: Bachs Kunsthdl., Kbh. 1955, 1957; Henning Larsens Kunsthdl., Kbh. 1963, 1967, 1969, 1971; Sønderborg Kunstcenter 1974; Gal. Den Kunstige, Odense 1978; Toldboden, Kerteminde 1979; Svendborg Amts Kunstforen. 1983.

## Værker
Udhuse (udst. 1958); På Skyttemarksvej i Næstved (udst. 1961); Vraggods, spejl og stof (udst. 1968); Frankeklint (1982, Sanderum Hus, Odense); Siv. Opstilling. Siv (triptykon, 1985, Svendborg Gymnasium); 4 x opstilling på billeder (mal., Borgerhuset, Rudkøbing); 2 x opstilling på billeder (mal., Rudkøbing Sygehus); tegninger (LO-skolen, Helsingør); Mads ved bordet (Odense Universitetshospital). Gudme kirkes menighedshus 2008. Svendborg gymnasium 2008.